# Période axiale
 (décembre 2021).

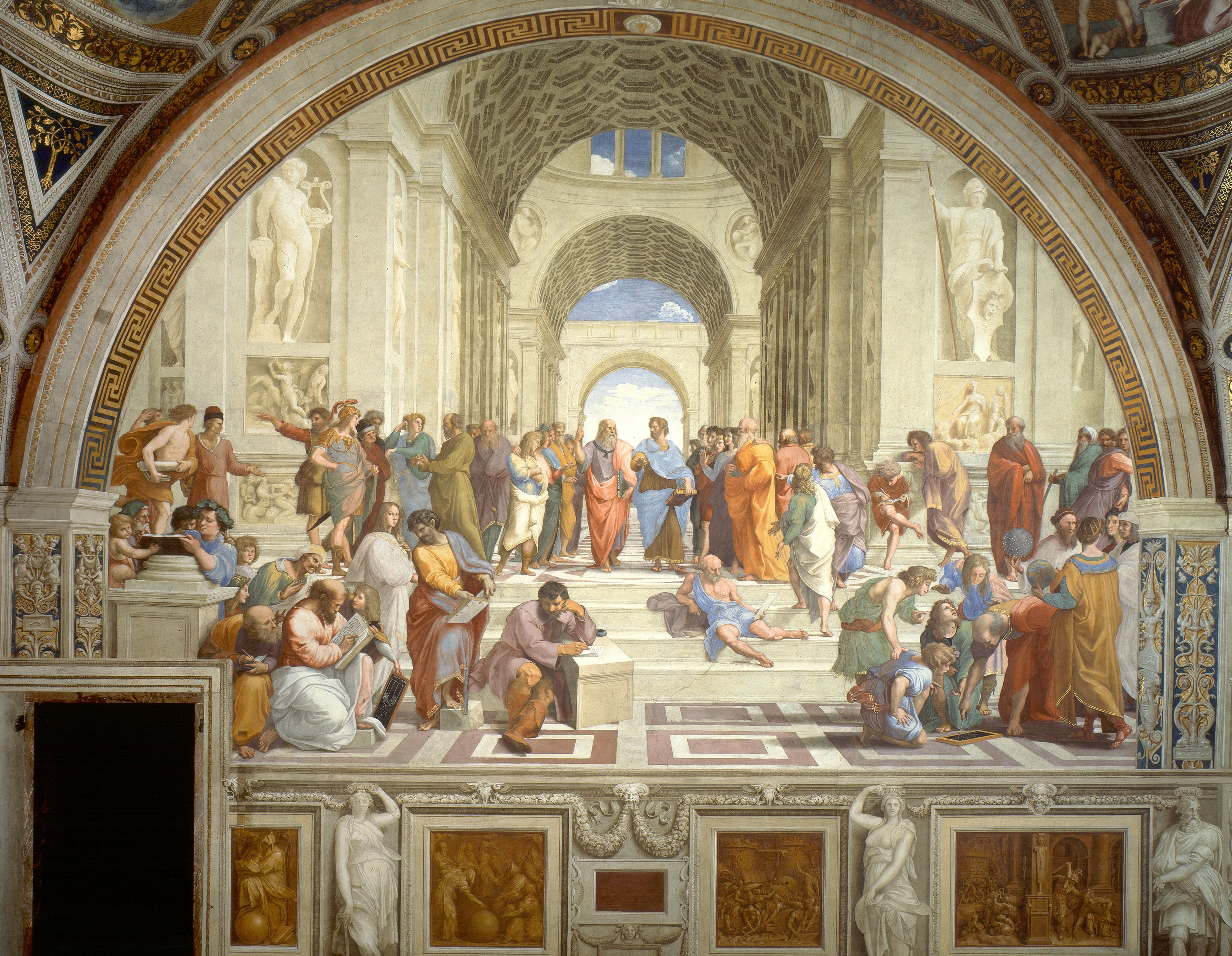
Selon Jaspers, la période axiale a donné naissance à la philosophie en tant que discipline. L'École d'Athènes, fresque de Raphaël (1508-1512).

La période axiale, âge axial ou ère axiale, est un concept proposé par le philosophe allemand Karl Jaspers, et qui concerne l'histoire de la philosophie et des religions. Le terme d'origine est Achsenzeit, c'est-à-dire l'« âge pivot ». La période historique concernée est vaste (de 800 à 200 av. J.-C.). La caractéristique centrale de cette période est de voir l'émergence quasi simultanée de nouveaux modes de pensée en Perse, en Chine, en Inde et en Occident.
Jaspers a exposé ce concept pour la première fois en 1949 dans son livre Origine et Sens de l'histoire. Ces idées ont été reprises dans des colloques et par certains auteurs, alors que d'autres considèrent qu'il s'agit d'une construction arbitraire.

## Caractéristiques

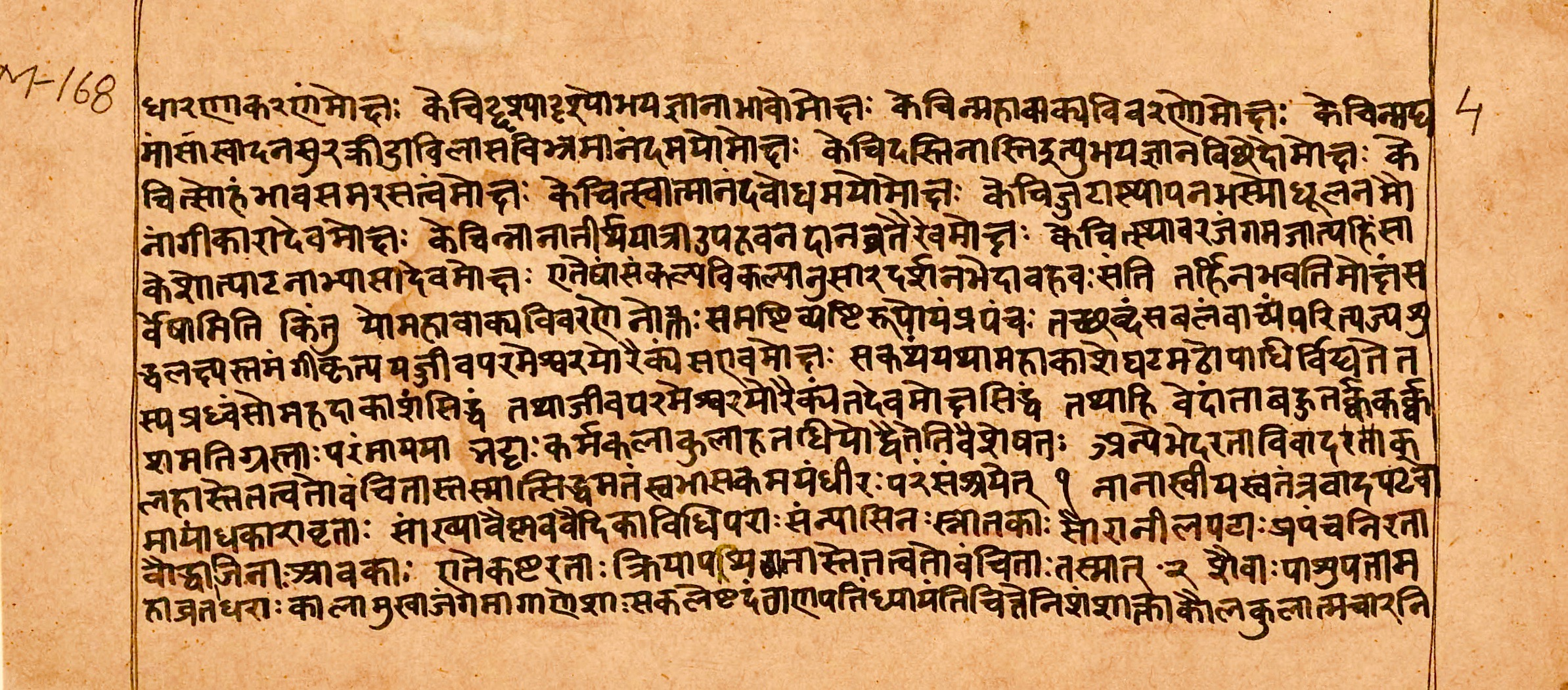
Texte des Upanishad (v. 800 av. J.-C.).

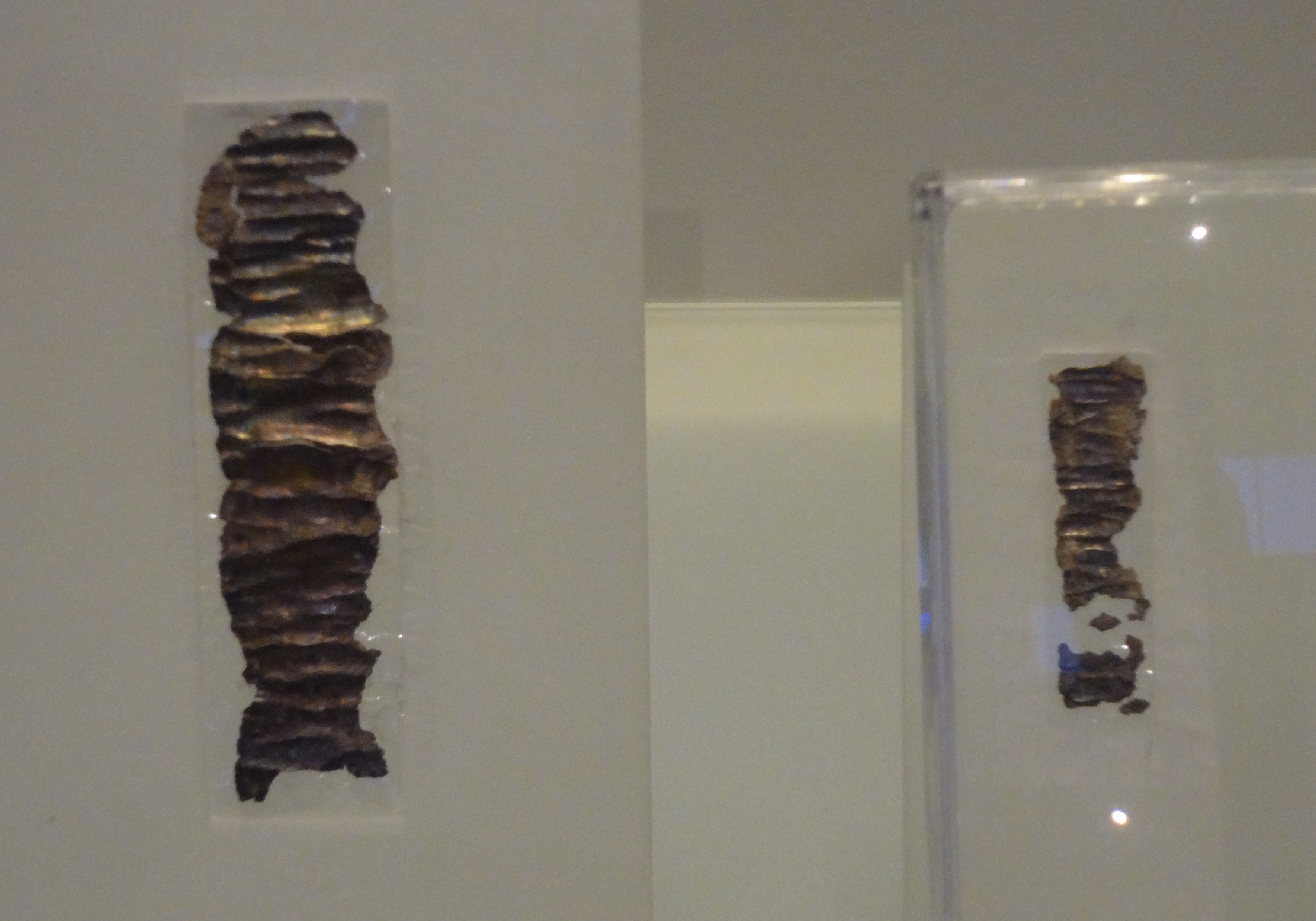
Les deux rouleaux d'argent de Ketef Hinnom (v. 650-590) av. J.-C.). Ils contiennent des textes analogues au Livre des Nombres 6:24-26.

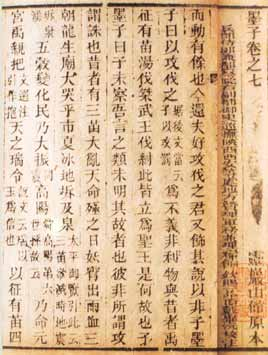
Page du septième volume du Mo Ti (Ve siècle av. J.-C.).

Dès les premières pages de l'exposition originale, Karl Jaspers donne une liste de personnalités historiquement marquantes, en précisant que tout se développe à partir de ces quelques noms :
- en Chine : Confucius, Lao Tseu, les écoles de Mo Ti, Chuang Tse et Lie Tsu ;
- en Inde : Bouddha, le jaïnisme et les Upanishad ;
- en Iran : Zarathoustra ;
- en Palestine : Élie, Isaïe, Jérémie et le Deutéro-Isaïe ;
- en Grèce : Homère, Héraclite, Parménide, Platon, Thucydide, Archimède.

Selon Jaspers, cette période se caractérise par l'apparition de modes de pensée totalement nouveaux, de manière quasi simultanée en des points éloignés les uns des autres, signant l'émergence d'un nouveau rapport au savoir et au religieux. Cette période d'émergence aurait amené l'humanité à produire un bond qualitatif important dans ses rapports à la vérité et aux croyances. C'était dans les années 1950 une idée stimulante, sur laquelle Jaspers a pu asseoir ses vues sur l'ensemble des valeurs humaines.
Plusieurs partisans de l'expression « période axiale » considèrent qu'un phénomène similaire s'est produit au départ de l'Occident avec le siècle des Lumières, parfois qualifié de « seconde période axiale ».[réf. souhaitée]

## Réception
Plusieurs historiens se sont penchés sur cette théorie et y ont parfois apporté de vives critiques . La densité des événements intellectuels et l'importance des innovations culturelles dans les temps et lieux considérés sont, assurément, considérables et invitent toujours, sinon de plus en plus, à des rapprochements, des distinctions, de nouvelles synthèses. Parmi les auteurs critiques Iain Provan considère qu'il s'agit d'une construction qui mythifie le passé pour servir des objectifs actuels. Cependant un certain nombre de colloques scientifiques se sont consacrés au sujet et des auteurs apportent des arguments à la proposition de Jaspers, par exemple l'anthropologue David Graeber, considère que les différents penseurs évoqués par Jaspers ont vécu là où la monnaie a été inventée, et que leurs idées ont acquis une notoriété mondiale parce qu'elles ont circulé de concert avec la monnaie.

## Colloques
Le colloque international tenu en RFA en 1983, en même temps qu'il posait pour bornes chronologiques les VIIIe et IIe siècles av. J.-C., incluait géographiquement Israël (Palestine) ; et surtout, surprise totale dans les deux dimensions temporelle et spatiale, l'Islam s'y trouvait inclus. Le mécanisme intellectuel de la période axiale est alors défini comme « une percée dans la transcendance » caractérisée par « la création d'une dichotomie entre le monde commun [ou sublunaire, disaient les Anciens] et le monde divin ».
Le colloque suivant s'est également tenu en Allemagne, en 2008.

### Origine de la notion
- Karl Jaspers. Introduction à la philosophie. Librairie Plon, 1951/1988, 188 p.,  (ISBN 2-264-03444-0) ou 9-782264-034441.
- Karl Jaspers. Origine et Sens de l'histoire. Plon, 1954.
- Karl Jaspers. Les Grands Philosophes. I. Socrate, Bouddha, Confucius, Jésus. Plon, 1956/1989, 319 p. (ISBN 978-2-266-19180-7).
- Karl Jaspers. Initiation à la méthode philosophique. Éditions Payot, 1966, 228 p.,  (ISBN 2-228-89608-X).

### Essais contemporains
- Karen Armstrong, The Great Transformation: The Beginning of Our Religious Traditions. NY: Knopf. Description des événements et du milieu de la période axiale (2006)  (ISBN 978-0-375-41317-9)
- Jan Assmann, Achsenzeit. Eine Archäologie der Moderne, C. H. Beck, München, 2018   (ISBN 978-3-406-72989-8)
- Shmuel Eisenstadt (ed.) The Origin and Diversity of Axial Age Civilizations, State University of New York Press, 1986, 556 p. (ISBN 9-780887-060960)
- Eugene Halton, From the Axial Age to the Moral Revolution: John Stuart-Glennie, Karl Jaspers, and a New Understanding of the Idea, New York, Palgrave Macmillan, 2014  (ISBN 978-1-349-49487-3)
- Franz Helm, Der politische Imperativ: Der Sinn der Achsenzeit Passagen, Wien, 2017  (ISBN 978-3-7092-0277-7)
- Hans Joas and Robert N. Bellah (eds), The Axial Age and Its Consequences, Belknap Press, 2012  (ISBN 978-0674066496)
- Yves Lambert, La Naissance des religions. De la préhistoire aux religions universalistes, Armand Colin, 2007  (ISBN 978-2-200-26346-1).
- Mark Muesse, The Age of the Sages: The Axial Age in Asia and the Near East, Minneapolis, Fortress Press, 2013  (ISBN 978-0-8006-9921-5).
- Iain Provan, Convenient Myths: The Axial Age, Dark Green Religion, and the World That Never Was, Waco, Baylor University Press, 2013  (ISBN 978-1602589964).
- Rodney Stark, Discovering God: A New Look at the Origins of the Great Religions, 2007, NY: HarperOne.

### Recherches et études
- Shmuel Eisenstadt (1982). « The Axial Age: The Emergence of Transcendental Visions and the Rise of Clerics ». European Journal of Sociology 23(2), p. 294–314.
- Hans Joas, « Was ist die Achsenzeit? Eine wissenschaftliche Debatte als Diskurs über Transzendenz » (Jacob Burckhardt-Gespräche auf Castelen). Basel 2014.
- Yves Lambert, « Religion in Modernity as a New Axial Age: Secularization or New Religious Forms? », Oxford University Press, Sociology of Religion vol. 60, nº 3., 1999 p. 303-333. Un cadre général d'analyse des relations entre religion et modernité, dans lequel celle-ci est vue comme une nouvelle période axiale.
- Alain Sournia. Chapitres « Sagesse orientale et philosophie occidentale : la période axiale » et « La pensée a-t-elle un avenir ? » in Fondements d'une philosophie sauvage. Connaissances et savoirs, 2012, 300 p. (ISBN 978-2-7539-0187-2).

### Littérature
- Gore Vidal (1981). Creation. NY : Random House. Roman dans lequel le narrateur, petit-fils fictionnel de Zoroastre, décrit vers ~445 les rencontres qu'il a pu faire, lors de ses voyages avec les principales figures de la période axiale.